# Trafigura
Trafigura Pte Ltd — сингапурская транснациональная трейдерская компания, основанная в 1993 году и специализирующаяся на оптовой торговле металлами, энергией и углеводородным сырьём (в том числе и нефтью). Занимает 2-е место в списке крупнейших нефтяных поставщиков в мире после компании Vitol и 1-е место в списке крупнейших поставщиков металлов.
Компания Trafigura была основана Клодом Дофеном и Эриком де Туркхеймом, отделившись от группы компаний Марка Рича в 1993 году. До своей кончины в сентябре 2015 года Дофен владел менее 20 % акций компании, остальные принадлежали 500 сотрудникам высшего звена. Компания была замешана в нескольких скандалах, в том числе обвинялась в сбросе отходов в территориальные воды Кот-д'Ивуара (в результате пострадали около 100 тысяч человек, которые обращались к врачам за помощью после обнаружения головных болей, болей в животе и повреждений кожи), занималась обменом нефти Ирака на продовольствие.
Компания Trafigura участвовала в строительстве или приобретении своей доли в таких объектах, как трубопроводы, шахты, плавильные заводы, порты и терминалы хранения.

## История

### Образование
Компания Trafigura Beheer BV была образована как частная группа компаний в 1993 году шестью лицами: Клодом Дофеном, Эриком де Туркхеймом, Грэмом Шарпом, Антонио Кометти, Дэниелом Позеном и Марком Крэндаллом. Дофен, занимавший пост исполнительного директора до своей кончины в сентябре 2015 года, владел менее чем 20 % собственности группы — остальная собственность была в руках более чем 700 менеджеров высшего звена. Компания изначально была сконцентрирована на добыче сырья на трёх региональных рынках: Южная Америка (нефть и металлы), Восточная Европа (металлы) и Африка (нефть). С тех пор Trafigura расширила своё влияние в мире.
В ноябре 2013 года было объявлено, что пост неисполнительного директора займёт Томас Гэлбрейт, 2-й барон Стратклайд, в прошлом председатель Палаты лордов Великобритании и член Консервативной партии. В 2009 году он покинул совет правления хедж-фондов группы в связи со скандалом, связанным со сбросом отходов в воды Кот-д’Ивуара.

### Инвестиции
В 2003 году компания образовала дочернее предприятие Galena Asset Management. В 2010 году компания приобрела 8 % акций «Норильского никеля».
В феврале 2013 года Trafigura вложила 800 миллионов долларов США в энергетический рынок Австралии, получив более 250 автозаправок, два терминала импорта нефти и пять топливных складов в ходе трёх отдельных приобретений, сделанных дочерней компанией Puma Energy. В это время в Австралии наблюдался интерес среди трейдеров к торговле энергией в связи с сочетанием растущего спроса и закрытия устаревших и дорогостоящих нефтеперерабатывающих заводов. В том же месяце совместное предприятие Trafigura DT Group заключила соглашение с ангольской государственной нефтяной компанией Sonangol об образовании новой компании Sonaci DT Pte Ltd для того, чтобы начать экспортировать сжиженный природный газ.
В марте 2013 года Trafigura объявила о сделке с Южным Суданом о поставке сырой нефти Dar Blend из Порт-Судана. Подписанное соглашение обеспечило продолжение присутствия компании на суданском нефтяном рынке и стало катализатором разрешения спора между Суданом и Южным Суданом о таможенных пошлинах и нефтяных доходах.
В октябре 2013 года Trafigura привлекла 1,5 миллиарда долларов США для финансирования авансового кредита российской нефтяной компании ОАО «Роснефть» и поставки более 10 млн тонн нефтяной продукции за пять лет. Эта сделка стала самой крупной, когда-либо совершённой компанией Trafigura. Через месяц компания подписала соглашение с Далласским трубопроводным оператором Energy Transfer Partners о транспортировке нефти и конденсата по 82-мильному трубопроводу от нефтяного участка Eagle Ford в округе Мак-Маллен (штат Техас) до глубоководного терминала в бухте Корпус-Кристи около Мексиканского залива.
В феврале 2014 года Trafigura подписала соглашение о приобретении 30 % акций в металлургическом заводе Jinchuan c цехом, обрабатывающим более 400 тысяч тонн меди ежегодно, в Фанчэнгане. В июле того же года она запустила онлайн-платформу Lykos в Индии для продажи металла мелким и средним производителям в стране, а в сентябре завершила сделку на 860 миллионов долларов, продав 80 % доли в терминале хранения в Корпус-Кристи (штат Техас) компании Buckeye Partners LP.
В июне 2015 года Trafigura объявила о создании совместного предприятия (50 на 50) с инвестиционной компанией Mubadala Development Company из Абу-Даби для инвестиций в сферу добычи полезных ископаемых. В рамках соглашения Mudabala приобрела половину 50 % горнодобывающей компании Minas de Aguas Teñidas (Matsa), принадлежащей Trafigura, которая владеет тремя шахтами на юге Испании, где добываются медь, цинк и свинец. За этим последовало удвоение производственной мощности в Андалусии, где были улучшены ещё две шахты.
В августе 2015 года поступили сообщения, что дочерняя компания Impala Terminalsс инвестирует 1 млрд долларов США в Колумбию для разработки новой внутригосударственной автомобильной, железнодорожной и речной транспортной сети, которая соединит крупнейшие порты страны с промышленным центром Колумбии. Река Магдалена, которая течёт между островами Барранкабермеха и Барранкилья (Атлантическое побережье) позволит перевозить сырую нефть и нефтепродукты, сухие грузы, контейнерные и основные грузы как из центра Колумбии, так и в центр.
В октябре 2016 года Trafigura и российская инвестиционная группа United Capital Partners приобрели по 24 % акций Essar Oil, владеющей вторым по величине нефтеперерабатывающим заводом Индии в западном штате Гуджарат и сетью из 2700 автозаправочных станций. В 2017 году компания создала дочернюю структуру ООО «Трафигура Украина», которая приняла участие в конкурсе на право поставки технологического газа для госкомпании ПАО «Укртрансгаз».
11 января 2023 года компания выпустила пресс-релиз, в котором сообщила, что продала 24,5% акций индийской Nayara Energy, которая являлась совместным предприятием с Роснефтью. Причиной продажи считается разрыв отношений с индийским НПЗ со стороны ведущих трейдеров и банков, а также санкционные риски. Долю купила дочерняя компания холдинга Mareterra Group Holding — Hara Capital Sarl.

### Выпуск облигаций и отчёты о прибыли
В 2008 году собственный капитал компании составлял более 2 млрд долларов США, оборот — 73 млрд долларов, а прибыль — 440 млн долларов. В марте 2010 года Trafigura сделала своё первое предложение на рынках капитала, выпустив пятилетних еврооблигаций на 400 млн евро, а через месяц предоставила свои первые бессрочные облигации на Сингапурской бирже с фиксированной ставкой в 7,625 %. Выпуск позволил привлечь 500 млн долларов.
В 2011 году оборот компании вырос до 121,5 млрд долларов США, а прибыль составила 1,11 млрд долларов, но она упала на 11 % в 2012 году. В 2013 году Trafigura впервые опубликовала финансовую отчётность, сообщив о прибыли в I квартале в размере 216,1 млн долларов США (она выросла на 3,2 % больше, чем в прошлом году). Оборот вырос на 7,9 % по сравнению с предыдущим годом — на 31,2 млрд долларов США.

## Деятельность

### В мире
Trafigura располагает 65 офисами в 36 странах, в том числе в России. Занимает 3-е место в числе крупнейших независимых поставщиков физических товаров, уступая компаниям Vitol и Glencore. К поставляемым компанией ресурсам относятся нефть, нефтепродукты, цветные металлы, железная руда и уголь).
Основные подразделения по состоянию на 2021 год:
- Торговля нефтью и нефтепродуктами — объём торговли составил 330 млн тонн, из них 156 млн тонн нефтью; на этот сегмент приходится 61 % выручки.
- Металлы и минералы — объём торговли цветными металлами (концентраты руды и чистые металлы) составил 22,8 млн тонн, железной рудой — 23,1 млн тонн, углем — 59,6 млн тонн; 39 % выручки.

Выручка за 2021 год составила 231,3 млрд долларов, её географическое распределение:
- Азия — 93,6 млрд,
- Европа — 59,5 млрд,
- Северная Америка — 43,6 млрд,
- Латинская Америка — 15,2 млрд,
- Ближний Восток — 9,9 млрд,
- Африка — 8,1 млрд,
- Австралия — 1,6 млрд.

### В России
В рейтинге журнала Forbes крупнейших покупателей российской экспортной нефти в 2015 году компания Trafigura заняла 4-е место с объёмом закупок 12,9 млн тонн. Нефть в России компания закупает через порты Приморск, Усть-Луга, Новороссийск, Козьмино. В частности, она также владеет 9,75 % акций в ООО «Первый мурманский терминал» (занимается экспортной перевалкой светлых нефтепродуктов на арендованных мощностях в Мурманском морском рыбном порту).

## Скандалы

### Нефть в обмен на продовольствие
Имя компании упоминается в скандале, связанном с программой помощи Ираку «Нефть в обмен на продовольствие». Шедший под флагом Либерии нефтяной танкер Essex получил от ООН разрешение на загрузку иракской нефти в главном экспортном терминале в Мина-аль-Бакре. Он был зафрахтован компанией Trafigura Beheer BV и, по словам капитана Теофаниса Хиладакиса, дважды загружался нелегальным товаром сверх допустимого объёма. Всего он перевёз 272 тысячи баррелей нефти. Это происходило 13 мая и 27 августа 2001 года. Сотрудники Elf Aquitaine рассказали о подобной схеме в феврале 1998 года. Считается, что в обмен за эти товары Франция оказывала политическую поддержку Саддаму Хусейну: компания Trafigura (представленная Патриком Мораном) фигурировала в так называемой «французской части» списка сторонников Хусейна, составленном иракской газетой «Аль-Мада».

### Сброс отходов в водыКот-д'Ивуара
В 2006 году судно Probo Koala, зарегистрированное в Панаме и зафрахтованное компанией Trafigura, наняло местного подрядчика для того, чтобы сбросить отходы в Абиджане. Это случилось после того, как компания отказалась платить надбавку в размере 1000 евро за кубометр, взимаемую портовыми службами Амстердама, чтобы воспрепятствовать сбросу отходов в Нидерландах. В августе того же года местный подрядчик Tommy сбросил ненадлежащим образом отходы в 12 участках города Абиджан и его окрестностях. По мнению сотрудников ООН и правительства Кот-д’Ивуара, газ, вызванный сбросом этих химических веществ, был выброшен в атмосферу и стал причиной смерти 17 человек, а ещё 30 тысяч жителей обратились ко врачам за помощью на жалобы от головной боли до ожогов кожи и лёгких. После того, как премьер-министр Шарль Конан Банни предложил бесплатную медицинскую помощь всем жителям города, ко врачам обратились почти 100 тысяч ивуарийцев.
Компания Trafigura заявила, что был произведён сброс сточных вод, образовавшись после промывки резервуаров Probo Koala. Расследование в Нидерландах, проведённое в конце 2006 года, подтвердило, что отходы представляли собой более 500 тонн смеси топлива, сероводорода и гидроксида натрия — каустической соды. После катастрофы в Абиджане судно прибыло в эстонский порт Палдиски, где компания предоставила голландским полицейским доступ на борт судна. Компания отрицала, что отходы вывозились из Нидерландов, заявив, что в веществах была незначительная концентрация сероводорода, а компания не знала о том, что утилизация была проведена ненадлежащим образом. Официальные представители компании во главе с Клодом Дофеном и региональным директором отделения в Западной Африке отправились в Абиджан, чтобы оказать помощь по очистке, но были арестованы и отправлены в тюрьму. Компании пришлось выплатить 198 миллионов долларов правительству Кот-д’Ивуара для помощи в устранении последствий катастрофы, а правительство пообещало не преследовать компанию. Дофина и его спутников вскоре освободили.
В 2008 году в Лондоне началось рассмотрение коллективного иска 30 тысяч жителей Кот-д’Ивуара против Trafigura. В мае 2009 года компания пригрозила подать в суд на телерадиокомпанию Би-би-си за клевету: якобы в программе Newsnight журналисты Би-би-си заявили о стремлении Trafigura замять своё участие в инциденте. В сентябре 2009 года газета The Guardian опубликовала электронную переписку сотрудников компании, которые подтверждали, что знали о степени опасности химических веществ, и компания вынуждена была выплатить 30 миллионов фунтов стерлингов для урегулирования иска. В 2010 году суд Нидерландов признал Trafigura виновной в незаконном экспорте токсичных отходов из Амстердама.

### Катастрофа в Норвегии
24 мая 2007 года на терминале Sløvåg в норвежской коммуне Гулен (фюльке Согн-ог-Фьюране) взорвалась цистерна, принадлежавшая компании Vest Tank. Взрыв привёл к выбросу ряда загрязняющих веществ в атмосферу и спровоцировал волну жалоб на состояние здоровья у населения: на головную боль, тошноту, слабость и сыпь. В 2008 году норвежская телерадиокомпания NRK выпустила в эфир 50-минутный документальный фильм «Грязный груз», рассказав о последствиях взрыва. Компания пыталась нейтрализовать те же самые опасные химические отходы, которые сбрасывали в Кот-д’Ивуаре, когда прогремел взрыв. Владельцем отходов оказалась компания Trafigura, на которую и работала Vest Tank. Однако никакие обвинения от норвежских властей в адрес Trafigura не последовали, а попытки норвежской полиции вызвать сотрудников Trafigura на допрос окончились безрезультатно.

### Фиксирование цен на Мальте
В феврале 2013 года предприятие Trafigura Maritime Ventures Limited, дочернее предприятие Trafigura Maritime Logistics PTE Limited, и нефтяное подразделение компании Total оказались замешанными в скандале по поводу фиксирования цен на топливо, что привело к их исключению из процесса торгов, организованного Enemalta. С 1999 по 2012 годы обеим компаниям Enemalta заплатила 3,2 млрд долларов США за нефть, доля которой от общих приобретений Enemalta составляет 70 %.

### Перевоз токсичного дизельного топлива в Африку
В 2016 году швейцарская некоммерческая организация Public Eye обнародовала результаты своего расследования продажи токсичного топлива «африканского качества», в котором была высокая концентрация серы. Использование такого топлива было неэкологичным и опасным для здоровья человека. В продаже подобных товаров оказалась замешанной и компания Trafigura. В связи с этим Гана в марте 2017 года снизила предельно допустимую концентрацию серы в импортируемом дизельном топливе с 3000 до 50 ед. на 1 млн (при европейском стандарте 10 ед. на 1 млн). Компания раскритиковала отчёт, заявив, что поставляет топливо исключительно на легальных основаниях и что только правительства стран устанавливают стандарты ввозимого топлива.

## Структура корпорации
Крупные международные компании, входящие в Trafigura:
- Trafigura Beheer BV, расположена в Нидерландах. Первая компания, подписавшая контракт на поставку нефти из Судана на мировые рынки (1999 год)[71].
- Impala Group of Companies, управляет нефтехранилищами, активами и инвестициями группы, дочерняя компания с 2001 года. Puma Energy действует более чем в 20 странах мира (в основном Центральная Америка и Африка), поддерживает сеть более чем из 600 станций. 7 мая 2012 года Puma подписала соглашение о выкупе ключевых акционеров в KenolKobil, крупнейшей независимой нефтяной маркетинговой компании Центральной и Восточной Африки, что добавило бы ещё 400 станций в сеть[72][73]. Однако позже Puma Energy отказалась от выкупа[74]
- EMINCAR, располагалась в Гаване до 2010 года. Занималась вопросами консультации и управлением минеральной логистики.
- Galena Asset Management, расположена в Швейцарии[75]. Дочерняя компания, через которую Trafigura осуществляет управление фондами. Неисполнительным директором совета является лорд Стратклайд[76].
- ATK Holdings, открыта в 2016 году совместно с узбекским предпринимателем Абдумаликом Мирахмедовым для реализации полезных ископаемых на территории СНГ и стран Европы[77].